# Hatipowa (cràter)
Hatipowa és un cràter sobre la superfície del planeta nan Ceres, situat amb el sistema de coordenades planetocèntriques a -13.63 ° de latitud nord i 359.66 ° de longitud est. Fa un diàmetre de 40 km. El nom va ser fet oficial per la UAI el setze de setembre del 2016 i fa referència a Hatipowa, déu de l'agricultura de la mitologia índia.